# 特提
特提（Teti），又译为泰蒂，是埃及第六王朝的首位法老，可能是第五王朝末代法老烏尼斯的女婿。關於他的在位年數的古代記載分歧很大，一些現代學者認為他在位約12年。
差不多所有烏尼斯的主要宮廷官員在特提時期仍然保持權位。高官開始建造可媲美法老的墓地，可能代表財富從中央宮廷轉移至官員們，這種緩慢的轉移過程最終引致古王國時期結束。
特提死於動機不明的謀殺，葬於薩卡拉。